# Abusir

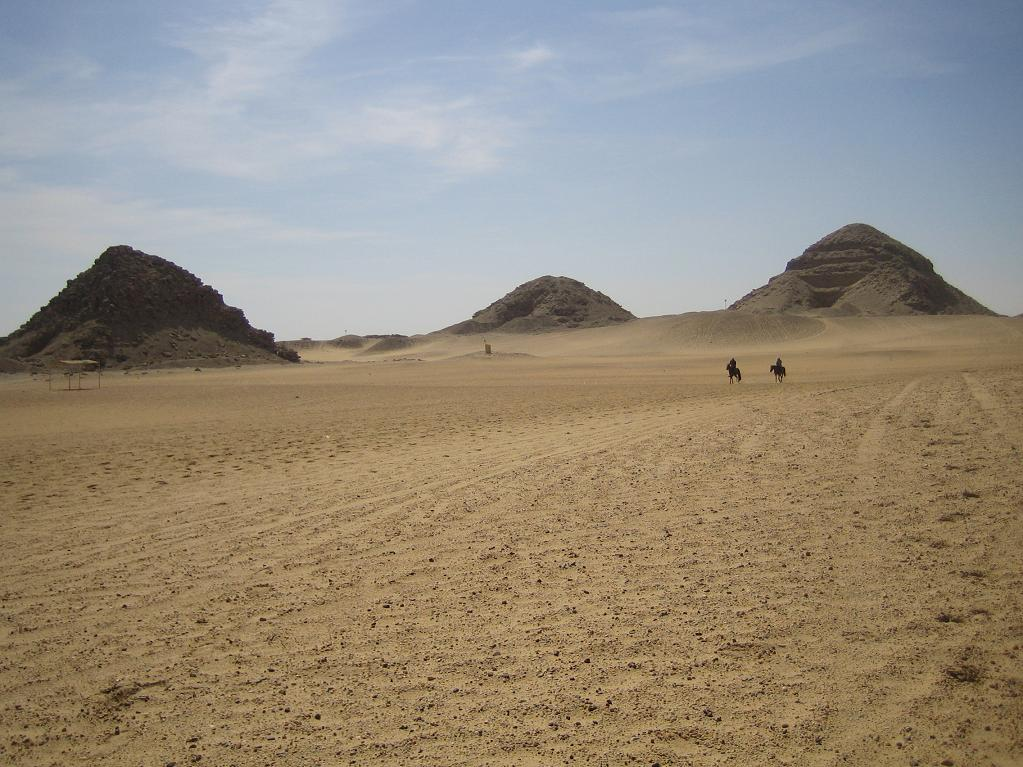
Piramidy Sahure, Niuserre i Neferirkare w Abusir

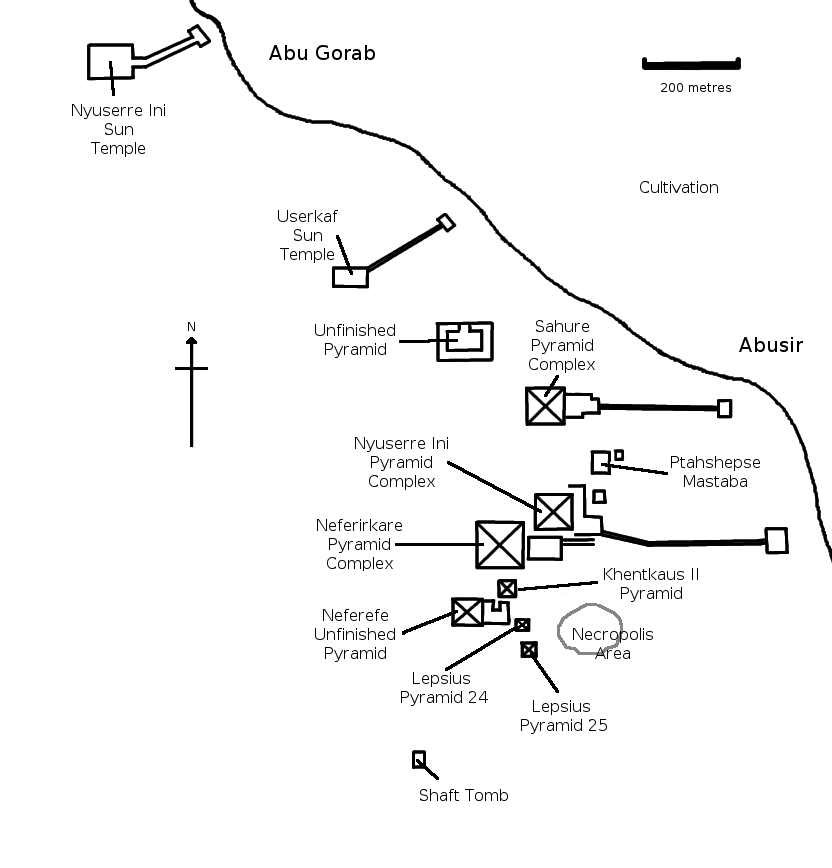
Plan nekropoli w Abusir wraz z Abu Gurab

Abusir – nekropolia staroegipska położona ok. 2,5 km na północ od Sakkary i ok. 1,5 km na południowy wschód od Abu Gurab.
Zbudowano tu 14 piramid, z czego 4 najważniejsze należą do władców V dynastii – pierwszych, którzy przyjęli tytuł Sa-Re, czyli „Syn Słońca”. Ich piramidy w Abusir często zwane są „Piramidami Synów Słońca”. Według mitu, ich narodziny odbyły się pod protekcją samego Ra, który wyjednał przychylność bogów dla ich matki Radżedet, co spowodowało szczęśliwe rozwiązanie. Radżedet wydała na świat trzech dorodnych synów, pierwszych trzech władców z nowej V dynastii.
Najważniejszymi obiektami nekropoli Abusir są:
- piramida Sahure
- piramida Niuserre
- piramida Neferirkare I
- piramida Ranefereta(inne języki)
- piramida królowej Chentkaus II(inne języki)
- zespół kultu Słońca Userkafa
- zespół kultu Słońca Niuserre
- mastaba Ptahszepsesa(inne języki) – „wezyra Jedynego Przyjaciela Majestatu Jego, Przełożonego Tajemnic i Naczelnika Robót”.

Najlepiej zachowany jest zespół budowli Sahure, w skład którego wchodzi piramida „Ba Sahure pojawia się w chwale”, Dolna i Górna Świątynia. Świątynie te stanowią przykład kunsztu budowlanego starożytnych Egipcjan, przejawiający się umiejętnością zestawiania barw kamienia: białego wapienia i alabastru, czerwonego i czarnego granitu oraz czarnego bazaltu. Jak przypuszcza się, w czasach świetności świątynie były pokryte ok. 10 000 m² reliefów, które w większości uległy rabunkowi i zniszczeniom w XIX wieku. Piramidy w Abusir są w stanie znacznego zniszczenia.
Obiektem godnym uwagi jest mastaba Ptahszepsesa. Jest to labirynt sal i korytarzy, niegdyś pokrytych malowidłami i reliefami, w znacznym stopniu zniszczony i obrabowywany. Obecnie dobrze zachowane jest jedynie zejście oraz korytarze prowadzące do komory grobowej (komory odrodzenia). Sama komora pozbawiona jest stropu. Znajdują się w niej dwa sarkofagi – dla Ptahszepsesa i jego małżonki.
W południowej części nekropoli znajduje się piramida królowej Chentikaus, małżonki króla Neferirkare, którego piramida znajduje się tuż obok. Dalej na północ leżą ruiny Świątyni Kultu Słonecznego Userkafa – założyciela świętego okręgu Abusir, a nieco dalej jeszcze, ruiny podobnej świątyni króla Niuserre, w której jest stół ofiarny (6×6 m) wykonany z monolitycznego bloku alabastru.